# Dying Light 2 Stay Human
Dying Light 2 Stay Human é um jogo eletrônico de ação e survival horror com elementos de RPG desenvolvido pela Techland e publicado pela Techland Publishing. É o segundo jogo da franquia Dying Light e foi lançado em 4 de fevereiro de 2022 para Microsoft Windows, PlayStation 4, PlayStation 5, Xbox One e Xbox Series X/S. O jogo é ambientado quinze anos após os eventos de Dying Light (2015).

## Jogabilidade
Dying Light 2 é um jogo eletrônico de ação e survival horror com elementos de RPG tematizado com apocalipse zumbi em mundo aberto e jogado numa perspectiva de primeira pessoa. O jogo acontece quinze anos após os eventos de Dying Light, e apresenta um novo protagonista chamado Aiden Caldwell que possui várias habilidades de parkour. Os jogadores podem executar ações como escalar saliências, deslizar, pular de bordas e correr pelas paredes para navegar rapidamente pela cidade. Foram adicionais mais do que o dobro dos movimentos de parkour do primeiro jogo, sendo alguns exclusivos para áreas específicas da cidade. As ferramentas como um arpão e um parapente também auxiliam na travessia da cidade. Aiden também pode usar os mortos-vivos para amortecer sua queda. O jogo é focado principalmente em combate corpo a corpo, com a maioria dos combates utilizando armas corpo a corpo. As armas brancas possuem vida útil limitada e se degradam na medida em que o jogador às utiliza em combate. Armas de longo alcance como bestas, espingardas e lanças também podem ser usadas. As armas podem ser atualizadas com diferentes projetos e componentes, que podem ser encontrados quebrando armas para peças de construção. Aiden também pode utilizar habilidades sobre-humanas devido à infecção. Novos tipos de zumbis foram adicionados. Como no primeiro jogo, os zumbis são lentos quando expostos à luz solar, porém ficam mais agressivos e hostis à noite.
O jogo é ambientado na Cidade, um enorme mundo aberto urbano que os jogadores podem explorar livremente. O mapa, quatro vezes maior do que o do primeiro jogo, é dividido em sete regiões distintas e cada uma tem seus próprios pontos de referência e locais. Ao explorar a cidade, os jogadores podem buscar diferentes sucatas e recursos para criar novos itens e armas. No jogo, os jogadores conhecem diferentes facções e acordos e também precisam tomar decisões diferentes que mudam fundamentalmente o estado do mundo do jogo e como os personagens não jogáveis veem Aiden. As consequências são amplas, com o jogador sendo capaz de trazer prosperidade a uma facção enquanto destrói completamente outro assentamento. Tomar certas decisões abrirá ou isolará áreas da cidade, incentivando os jogadores a completar várias missões. Do mesmo modo que seu antecessor, o jogo possui um modo multijogador cooperativo para até quatro jogadores.

## Desenvolvimento
Dying Light 2 Stay Human foi desenvolvido e publicado pela Techland. A equipe de desenvolvimento pretendia invocar uma sensação de perda e pavor e também mostrar que a humanidade estava à beira da extinção. Para mostrar a fragilidade da humanidade, a equipe introduziu várias camadas na Cidade, nas quais estruturas temporárias são construídas no topo das ruínas dos prédios antigos para acomodar os humanos, enquanto as estruturas permanentes e o chão de concreto são ocupados por hordas de zumbis. Ao criar a cidade, a equipe utilizou uma tecnologia interna chamada CityBuilder, que pode montar diferentes partes da construção, como bordas e janelas, com o mínimo de contribuição dos projetistas de nível. A tecnologia permitiu à equipe criar e alterar o projeto da cidade rapidamente. A equipe também criou um novo motor de jogo chamado C-Engine para rodar o jogo.
O jogo colocou uma ênfase significativamente maior na narrativa quando comparado ao seu antecessor. A equipe procurou Chris Avellone para ajudar a escrever a história do jogo, para que ela reagisse às escolhas dos jogadores. A equipe sentiu que havia desenvolvido uma cidade aberta, mas queria que a narrativa compartilhasse o mesmo nível empregado nela. De acordo com Avellone, o jogo é como uma "caixa de areia narrativa", na qual toda escolha tem consequências "genuínas". Depois que os jogadores fazem certas escolhas, o espaço do jogo também muda. A história do jogo apresenta um tom mais sério quando comparado ao primeiro jogo. Para fazer o mundo parecer crível e autêntico, os desenvolvedores tomaram como inspiração questões do mundo real e ideologias políticas, e abandonando as ideias de jogo que eram consideradas muito irreais durante o processo. Ciszewski acrescentou que em cada decisão feita, os jogadores "perdem pelo menos 25% do conteúdo".
A história se concentra em uma nova e moderna "Idade das Trevas" da humanidade, que permite transmitir temas como traição, infidelidade e intriga. A equipe estava confiante sobre a jogabilidade do jogo, apesar de acharem que precisavam de ajuda adicional no projeto da narrativa do jogo. Portanto, a equipe recrutou Avellone e também escritores que trabalharam em The Witcher 3: Wild Hunt, um jogo amplamente elogiado por sua escrita e história. O projeto de narrativa também permite que os jogadores criem vínculos com os personagens não jogáveis e os incentiva a serem mais sensíveis sobre sua presença e necessidades. Os zumbis, em vez de serem o principal inimigo do jogo anterior, tornam-se um dispositivo narrativo que pressiona outros personagens não jogáveis para induzir drama e temas interessantes. O jogo apresenta inimigos humanos hostis mais fortes se comparado com o primeiro jogo pois os desenvolvedores se inspiraram em obras como The Walking Dead e Game of Thrones, nas quais humanos vivos são tão perigosos quanto os mortos-vivos. A equipe desenvolveu um ciclo de vida para os zumbis do jogo. Os zumbis recém-mordidos são chamados Virais, que são inimigos rápidos e perigosos cuja aparência humana é mantida. Eles se tornariam Mordedores, que são descritos como "zumbis normais". Quando os Mordedores são expostos à luz ultravioleta por um longo período de tempo, eles se transformam em Degenerados, que são zumbis degenerados com carne caindo deles.
Dying Light 2 Stay Human foi anunciado na E3 2018 por Avellone durante a conferência de imprensa do Xbox. A Square Enix distribuirá o jogo e fornecerá esforços de marketing na América do Norte. Em 20 de janeiro de 2020, a Techland anunciou que o jogo teria sua previsão de lançamento adiada do início de 2020 para permitir tempo de desenvolvimento adicional, não divulgando uma nova data de lançamento.
Devido a alegações de assédio sexual feitas contra Chris Avellone em junho de 2020, a Techland e Avellone concordaram em encerrar suas relações com o desenvolvimento de Dying Light 2.

## Recepção
Dying Light 2 Stay Human recebeu avaliações "geralmente favoráveis", de acordo com o agregador de resenhas Metacritic.
A Kotaku elogiou o sistema de parkour, escrevendo que ele se expandiu em relação a seu antecessor de maneiras significativas: "[Com] Dying Light 2, parece que a Techland percebeu como a movimentação do primeiro jogo o destacou de tantos outros jogos de zumbis e se concentrou em desenvolvê-lo ainda mais. O resultado final é um dos melhores sistemas de parkour que já vi em um jogo". A Ars Technica criticou a história, especificamente a dublagem e a escrita: "A dublagem de DL2 é talvez a pior que eu já ouvi em um jogo dessa escala [...] E eles estão presos a um roteiro que consiste em frases traduzidas desajeitadamente, juntamente com grandes saltos na lógica e estratégia de guerra". Ao criticar o diálogo pesado de exposição da narrativa, a Polygon gostou do combate corpo a corpo, dizendo que "com um medidor de fadiga inteligentemente equilibrado que governa ataques e movimentos, Dying Light 2 me faz pensar e usar todas as táticas disponíveis para mim, especialmente nos chefes e em lutas com sub-chefes".
A Eurogamer gostou de como o mundo aberto se integrou à jogabilidade do parkour: "O parkour em primeira pessoa é simplesmente brilhante, sua integração em um mundo aberto vasto e denso simplesmente surpreendente, e o ato de ir de A a B é uma emoção absoluta". A Rock Paper Shotgun sentiu que as mudanças no período noturno o tornaram menos perigoso e mais rotineiro: "Ao cair da noite, você simplesmente evita a horda grudando nos telhados... Os interiores são seções furtivas, com rotas óbvias demais para se esgueirar [...] O resultado final é que você gasta muito do jogo sendo conduzido para o lugar menos interessante a qualquer momento".
Um patch "Day One" foi lançado junto com a versão digital do jogo que, segundo a desenvolvedora, corrige mais de 1 000 problemas.

### Vendas
Até abril de 2022, Dying Light 2 Stay Human ultrapassou 5 milhões de cópias vendidas.